# Zelia Nuttall
Zelia María Magdalena Nuttall (San Francisco, California; 6 de septiembre de 1857-Coyoacán, México; 12 de abril de 1933) fue una arqueóloga y antropóloga estadounidense. Se especializó en la investigación de manuscritos prehispánicos procedentes de Mesoamérica. Realizó una investigación muy amplia del Códice Tonindeye, llamado en su honor Códice Nuttall y escribió la introducción del primer facsímil de este documento mixteco —que ella creía de origen mexica, lo que se sostendría como verdad hasta que Alfonso Caso y Andrade demostró su origen mixtecano—, publicado en 1902 por el Museo Peabody de la Universidad de Harvard. También preparó y publicó en 1903 una copia facsimilar del Códice Magliabecchiano, de origen mexica, cuyo manuscrito se encuentra en la Biblioteca de Florencia, en Italia.

## Primeros años
Nació en San Francisco (California) en 1857. Su padre fue Robert Kennedy Nuttall, médico de profesión, originario de Irlanda, que llegó a San Francisco en 1850 procedente de Australia. Su madre fue Magdalena Parrott, nacida en México e hija de un importante banquero californiano. En 1865, la familia Nuttall se trasladó a Europa, de modo que Zelia fue educada en diversos países, entre ellos el Reino Unido, Alemania, Italia y Francia. Zelia Nuttall contrajo nupcias con Alphonse Louis Pinart, arqueólogo francés con quien procreó una hija, Nadine Pinart. El matrimonio de Zelia Nuttall y Alphonse Pinart concluyó en 1888 mediante el divorcio.

## Obra
- Nuttall, Zelia (1891). The atlatl or spear-thrower of the ancient Mexicans (en inglés). Cambridge, Massachusetts: Peabody Museum of American Archaeology and Ethnology. OCLC 3536622.
- Nuttall, Zelia (1901) [1901]. The fundamental principles of Old and New World civilizations : a comparative research based on a study of the Ancient Mexican religious, sociological and calendrical systems (en inglés). Cambridge, Massachusetts: Peabody Museum of American Archaeology and Ethnology. OCLC 219742748.
- Nuttall, Zelia (1983) [1903]. The book of the life of the ancient Mexicans : containing an account of their rites and superstitions : an anonymous Hispano-Mexican manuscript preserved at the Biblioteca nazionale centrale, Florence, Italy (en inglés). Berkeley: University of California Press. OCLC 10719260.
- Nuttall, Zelia (1904) [1904]. A Penitential Rite of the Ancient Mexicans (en inglés). Cambridge, Massachusetts: The Museum. OCLC 2991502.
- Nuttall, Zelia (1971) [1909]. "Una curiosa supervivencia del caracol de púrpura en Oaxaca" Ed. Héctor R. Olea. BIBLIÓFILOS OAXAQUEÑOS. Por primera se tituló: A curious survival in Mexico of the use of the purpura shell-fish for dyeing". Ensayo  publicado por G. E. Stechert & Co., en Nueva York, el día 16 de abril de 1909. En español (Bol. Soc. Mex. Geog. y Est. pp. 247 a 350 y 381 a 392), "Una curiosa supervivencia en México, del uso de la concha de púrpura para teñir" el 10 de mayo de 1910.
- Nuttall, Zelia (1910). The island of Sacrificios. New Era Printing Co., 1910, 39 p. (reimpreso de Am. Anthropologist XII (2 de abril–junio 1910.)  OCLC 29606682
- Nuttall, Zelia; Pedro Sarmiento de Gamboa; Nuno da Silva (1914) [1914]. New Light on Drake:  Documents Relating to his Voyage of Circumnavigation 1577-1580 (en inglés). Londres: Hakluyt Society. OCLC 2018572.